# Real Aero Club de Zaragoza
El Real Aero Club de Zaragoza (RACZ) fue fundado en 1934, aunque sus actividades fueron interrumpidas durante la guerra civil española reanudándose posteriormente. Cuenta con el Aero Club de Aragón como predecesor fundado cuatro años antes, el 11 de julio de 1930.

## Sedes
El RACZ desarrolla sus actividades en el aeropuerto de Zaragoza (Zaragoza) es en su entorno donde están sus instalaciones principales, y donde se desarrolla la mayor parte de su actividad de vuelo. Actividad que ha sido favorecida por las buenas relaciones mantenidas con el Ejército del Aire de España. Compartía, hasta 2014, oficina en el centro de la ciudad con la Federación Aragonesa de los Deportes Aéreos (FADA). 
Desde entonces, tiene sus oficinas, aulas de enseñanza, aparcamiento y hangar en el aeropuerto de Zaragoza, junto a la entrada Norte de la Base Aérea (la del acceso al aeropuerto de Zaragoza).

## Actividades
El Real Aero Club de Zaragoza desarrolla diversos cursos de formación Aeronáutica a través de su Escuela de Pilotos Privados (PPL) a través de su Escuela de Pilotos ATO-14 y desde 2015 forma a Pilotos de RPA (drones voladores). Entre sus actividades sociales cabe destacar la de la "Escuadrilla del Jamón Volador" que lleva en funcionamiento desde 1996.

## Escuela de Pilotos
La Escuela de pilotos ha contando desde su fundación con gran cantidad instructores. Como Don José Díaz Carmona 1934-1947 o 
Don Emilio Suárez Villar 1947-1978. Hasta 2015 contó con una flota en la que cabía destacar por su carácter histórico dos avionetas Bücker Bü 131.
En la actualidad su presidente es el piloto, don Ángel Herrero.
Desde 2014, y en adaptación a la nueva normativa de escuelas de Pilotos, consigue la acreditación de ATO (Approved Training Organisation) siendo su denominación internacional E-ATO-14 
Ha realizado la formación de numerosas promociones de Pilotos de RPA (Pilotaje Remoto de Aeronaves) al ser la única ATO certificada en Aragón hasta 2016.  Es la ATO-14 la que certifica oficialmente a los pilotos de Sistemas de RPA (RPAS) del Centro de Alto Rendimiento de Escuadrone en Huesca, de  Delsat International Group en el aeropuerto de Teruel y a innumerables promociones de pilotos de RPA de Diedro Tecnológica  en el aeropuerto de Zaragoza.